# Schönebecker Straße 47

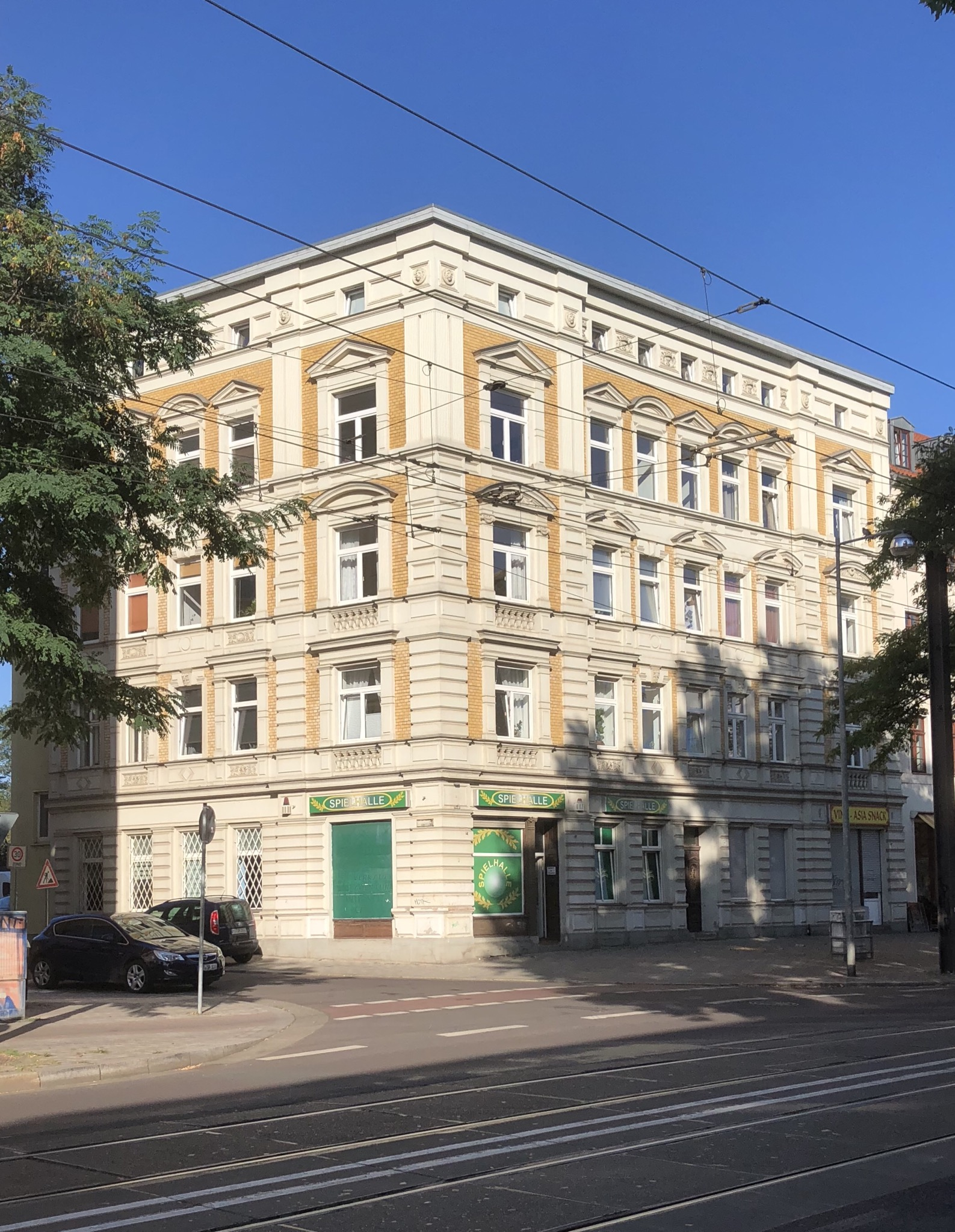
Schönebecker Straße 47, 2019

Schönebecker Straße 47 ist ein denkmalgeschütztes Wohn- und Geschäftshaus in Magdeburg in Sachsen-Anhalt.

## Lage
Es befindet sich auf der Westseite der Schönebecker Straße im Magdeburger Stadtteil Buckau in einer Ecklage nördlich der Einmündung der Martinstraße.

## Architektur und Geschichte
Der viereinhalbgeschossige aus Ziegeln errichtete Bau entstand im Jahr 1883 im Stil der Neorenaissance. Bauherr des repräsentativ gestalteten Hauses war der Fleischermeister Wilh. Hoefert. Als Bauleiter fungierte F. Oelze. Die Ecklage wird durch einen flachen, jeweils einachsigen Eckrisalit betont. Am rechten Ende der siebenachsigen zur Schönebecker Straße ausgerichteten Fassade besteht ein weiterer einachsiger Risalit. Die Fassade des Erdgeschosses ist mit einer Putzbandrustika verziert.
Im örtlichen Denkmalverzeichnis ist das Wohn- und Geschäftshaus unter der Erfassungsnummer 094 17868 als Baudenkmal verzeichnet.
Das Gebäude gilt als städtebaulich bedeutendes Beispiel eines gründerzeitlichen Wohn- und Geschäftshauses aus der Zeit der industriellen Prägung Buckaus.